# خوسيه غونكالفس
خوسيه غونكالفس (بالبرتغالية: José Gonçalves‏) (و. 1989  م) هو راكب دراجة هوائية، من البرتغال، ولد في بارسيلوس.

## سباقات أو مراحل فاز بها
| التاريخ        | السباق                                   | المركز                      |
| -------------- | ---------------------------------------- | --------------------------- |
| 19 فبراير 2012 | فولتا الغارف 2012                        | الثاني في تصنيف الجبال      |
| 01 يناير 2013  | كأس فرنسا لركوب الدراجات على الطريق 2013 | الخامس في تصنيف أفضل شاب    |
| 28 يوليو 2013  | بولينورماند 2013                         | الفائز في التصنيف العام     |
| 20 سبتمبر 2013 | طواف الصين i 2013                        | المركز الثالث               |
| 03 مايو 2015   | طواف تركيا 2015                          | السابع في تصنيف الجبال      |
| 13 سبتمبر 2015 | طواف إسبانيا 2015                        | السادس في تصنيف الجبال      |
| 28 يناير 2016  | تروفيو سيس سالينس 2016                   | المرتبة 12 في التصنيف العام |
| 01 مايو 2016   | طواف تركيا 2016                          | الفائز في التصنيف العام     |
| 29 مايو 2016   | 2016 Boucles de l'Aulne                  | السابع في التصنيف العام     |
| 07 أغسطس 2016  | فولتا البرتغال 2016                      | الخامس في تصنيف النقاط      |
| 04 مارس 2017   | ستراد بينك 2017                          | المرتبة 11 في التصنيف العام |
| 18 يونيو 2017  | ستير زي إل إم تور 2017                   | الفائز في التصنيف العام     |

## روابط خارجية
- خوسيه غونكالفس على موقع الاتحاد الدولي للدراجات (الإنجليزية)
- خوسيه غونكالفس على موقع أرشيف الدراجات (الإنجليزية)
- خوسيه غونكالفس على موقع إحصائيات الدراجات الإحترافية (الإنجليزية)
- خوسيه غونكالفس على موقع نسبة الدراجات (الإنجليزية)
- خوسيه غونكالفس على موقع CycleBase (الإنجليزية)